# Danh sách công trình và kết cấu cao nhất thế giới
Cho đến giữa thế kỉ 20, danh sách những công trình và kết cấu cao nhất thế giới được xác định tương đối rõ ràng. Tuy nhiên, kể từ đó, đã có nhiều cuộc tranh luận và sự nhầm lẫn về những tiêu chuẩn và định nghĩa liên quan. Với khái niệm chiều cao tuyệt đối, hầu hết những công trình cao nhất thế giới là các tháp phát thanh và vô truyến truyền hình, có khoảng chừng 12 cái, với chiều cao khoảng 600 mét, tương đương 2000 feet.

## Tranh cãi vềchiều cao
Các cuộc tranh cãi về chiều cao của công trình thường xoay quanh các chủ đề:
- Liệu các kết cấu tháp dùng hệ thống cáp căng trợ lực có đủ điều kiện để xếp hạng?
- Liệu có nên chỉ tính những công trình cao tầng có thể ở hoặc làm việc được không nếu như vậy.
- Liệu sàn quan sát trên đỉnh các tháp viễn thông có được xếp vào dạng trên không?
- Chiều cao ăngten trên đỉnh công trình có thể tính vào chiều cao chung của kết cấu được không? Cuộc tranh luận về điểm này đặc biệt nhấn mạnh ở điểm các bộ phận cấu trúc như các đỉnh tháp cao vừa có thể xem như cột ăngten, vừa là một chi tiết kiến trúc.
- Có nên tính cả các công trình đang trong quá trình xây dựng không?
- Có tính chiều cao xuống đến chân đế mặt nước của các công trình nổi hay không?

## Hình ảnh

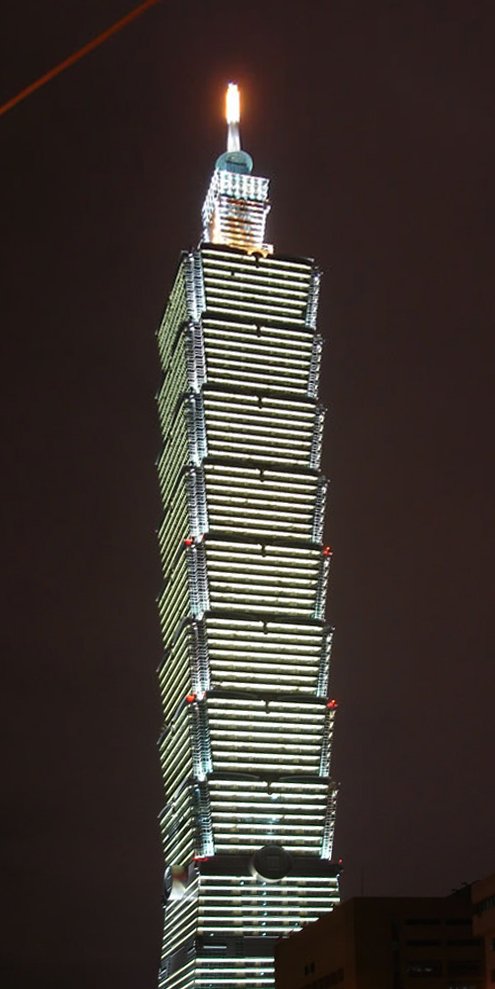
Tháp Đài Bắc 101 ở Đài Loan-cao ốc cao nhất thế giới năm 2006
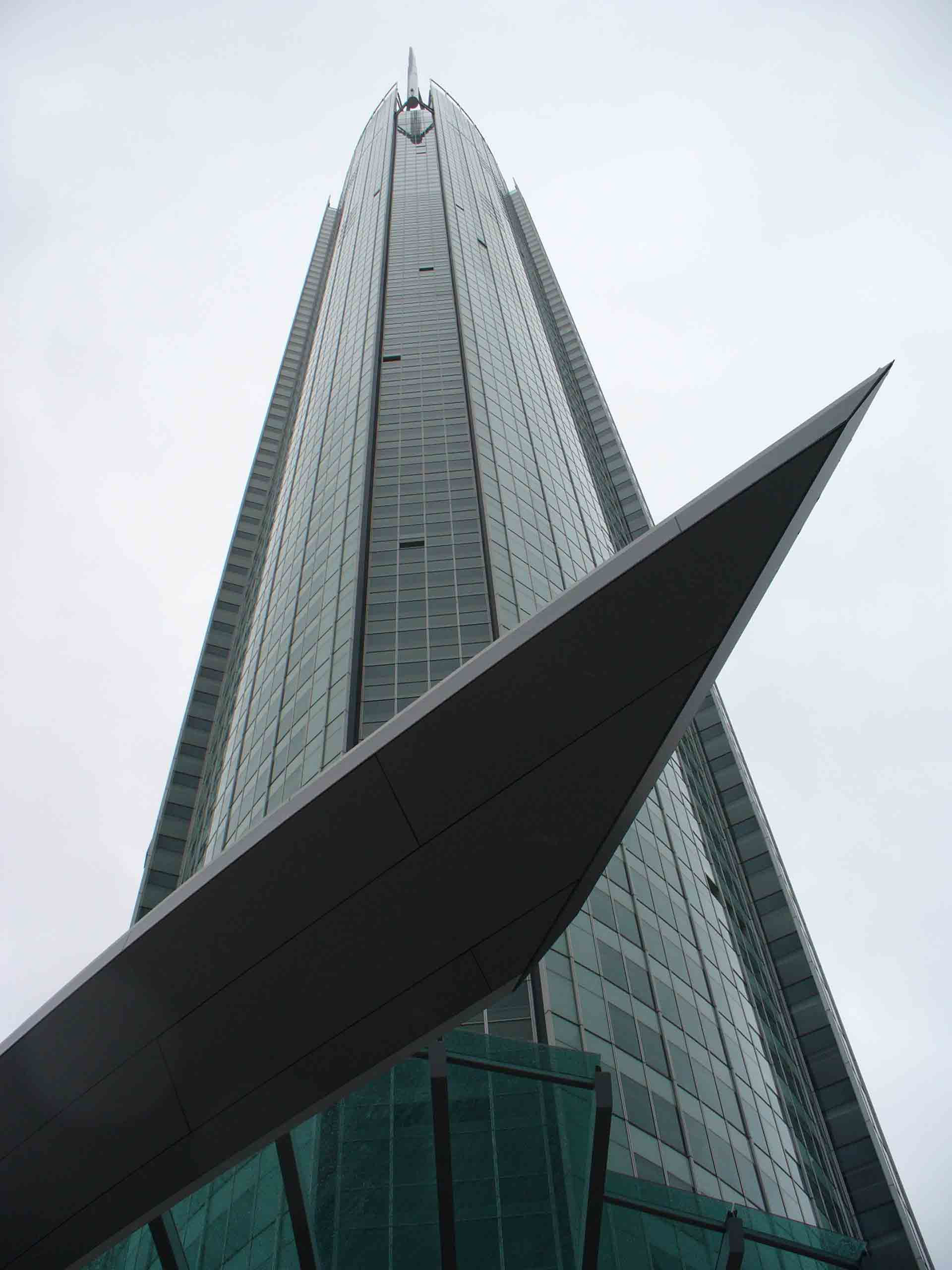
Tòa nhà Q1, ở thành phố Gold Coast, Queensland, Úc
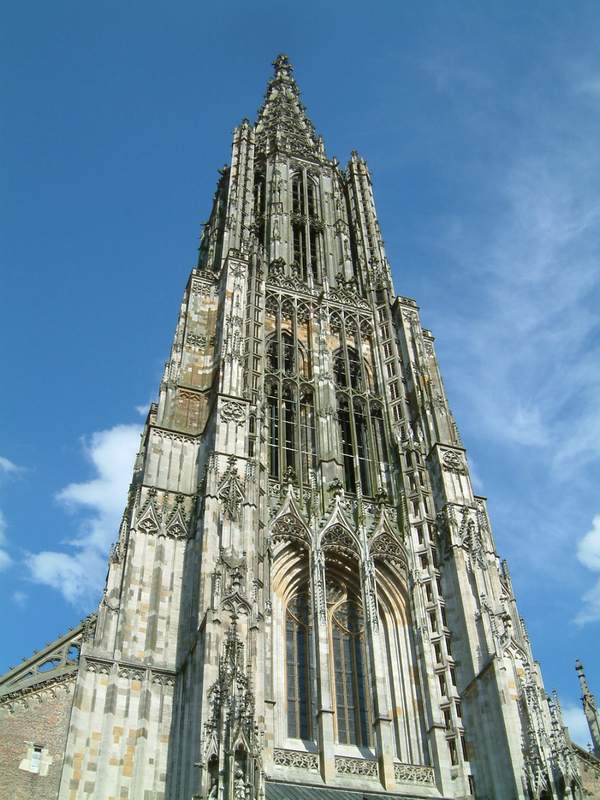
Tháp chuông nhà thờ cao nhất Ulmer Münster, ở tại thành phố Ulm, Đức
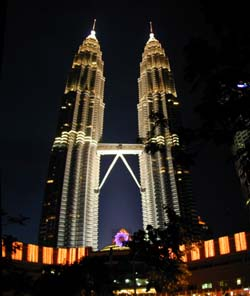
Tháp đôi Petronas ở thành phố Kuala Lumpur, Malaysia
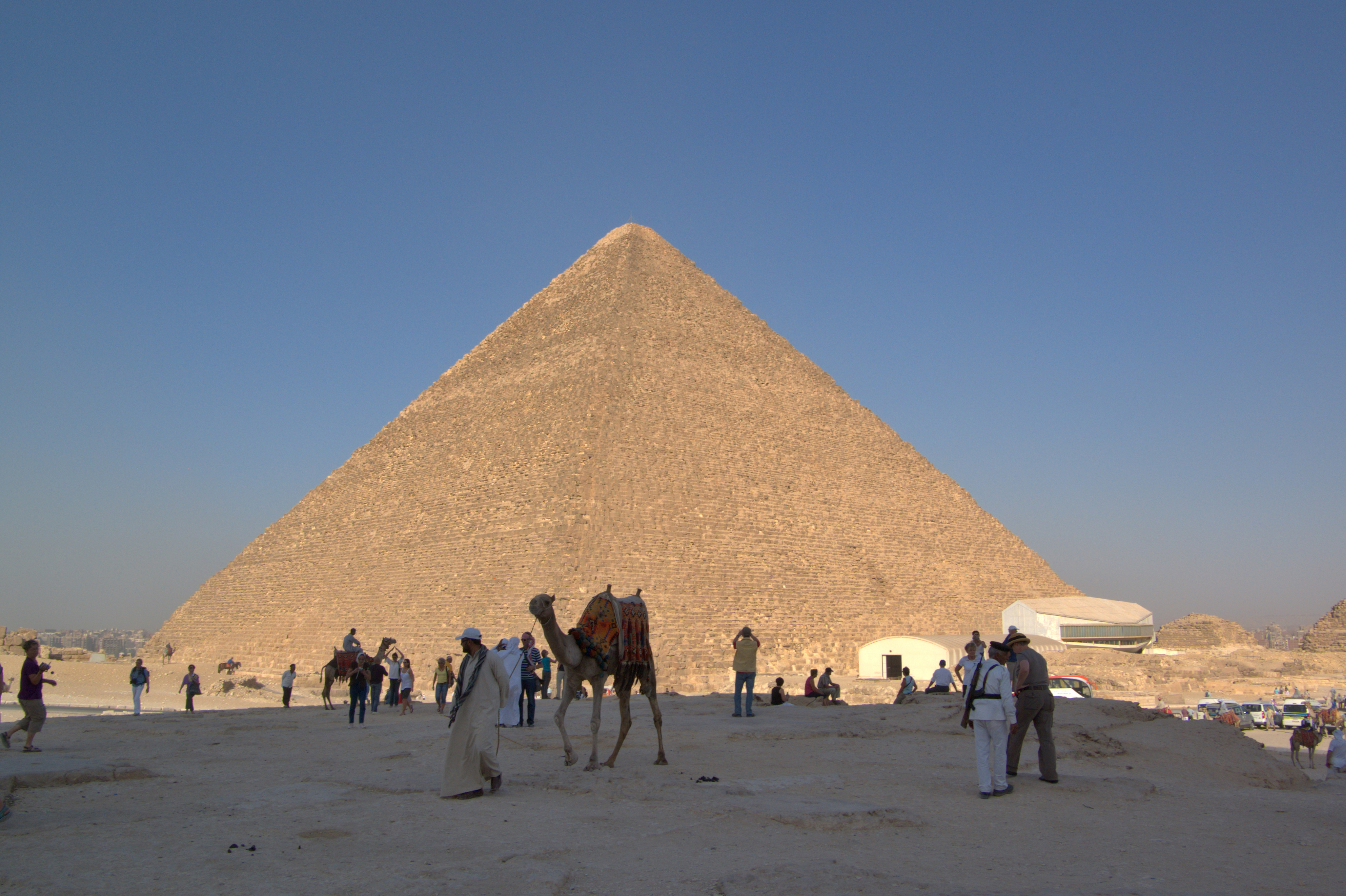
Kim tự tháp Giza ở Ai Cập
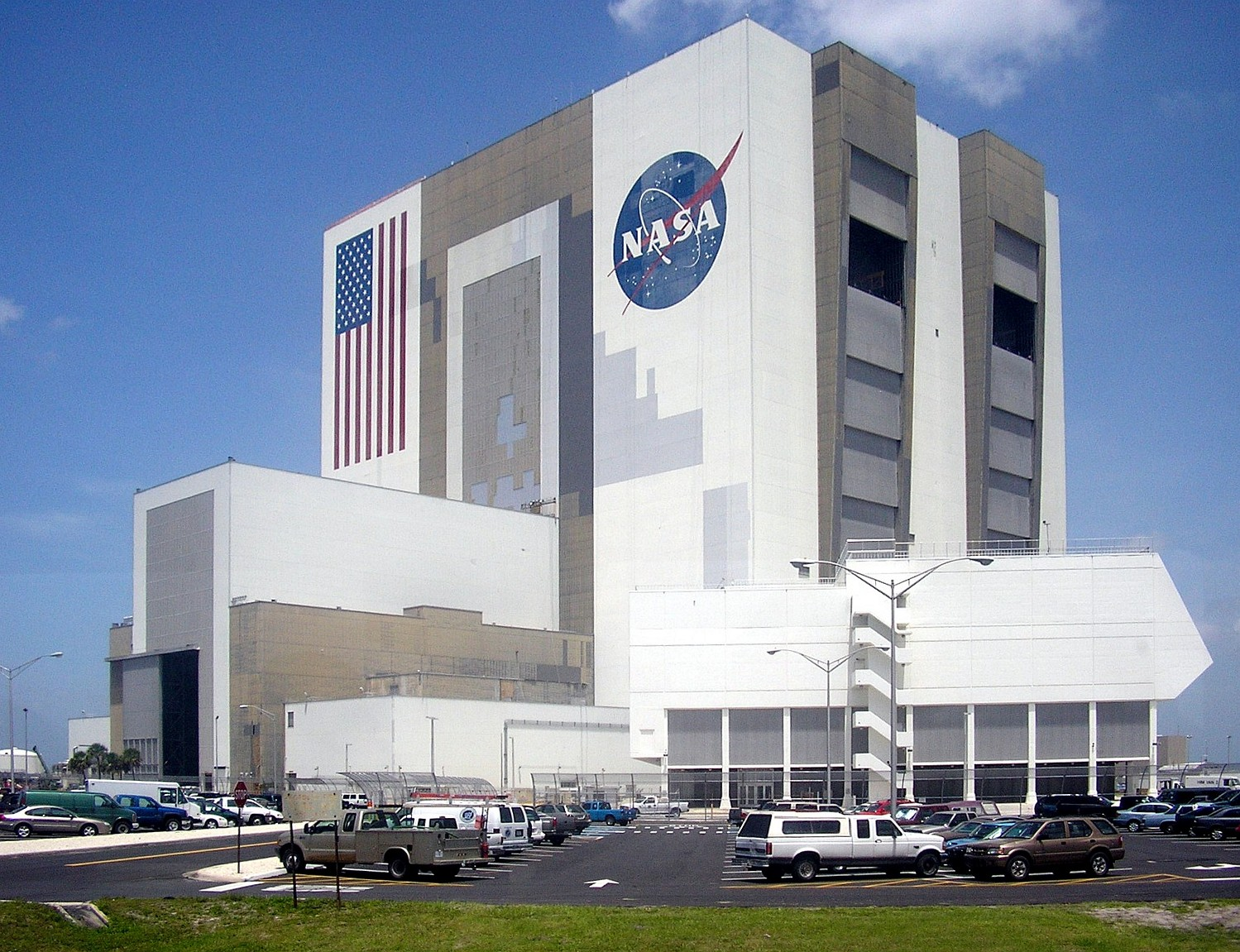
Xưởng lắp ráp tàu con thoi khổng lồ tại Trung tâm vũ trụ Kennedy (2005). Có thể thấy rõ trong ảnh các hư hại gây ra do trận bão Frances
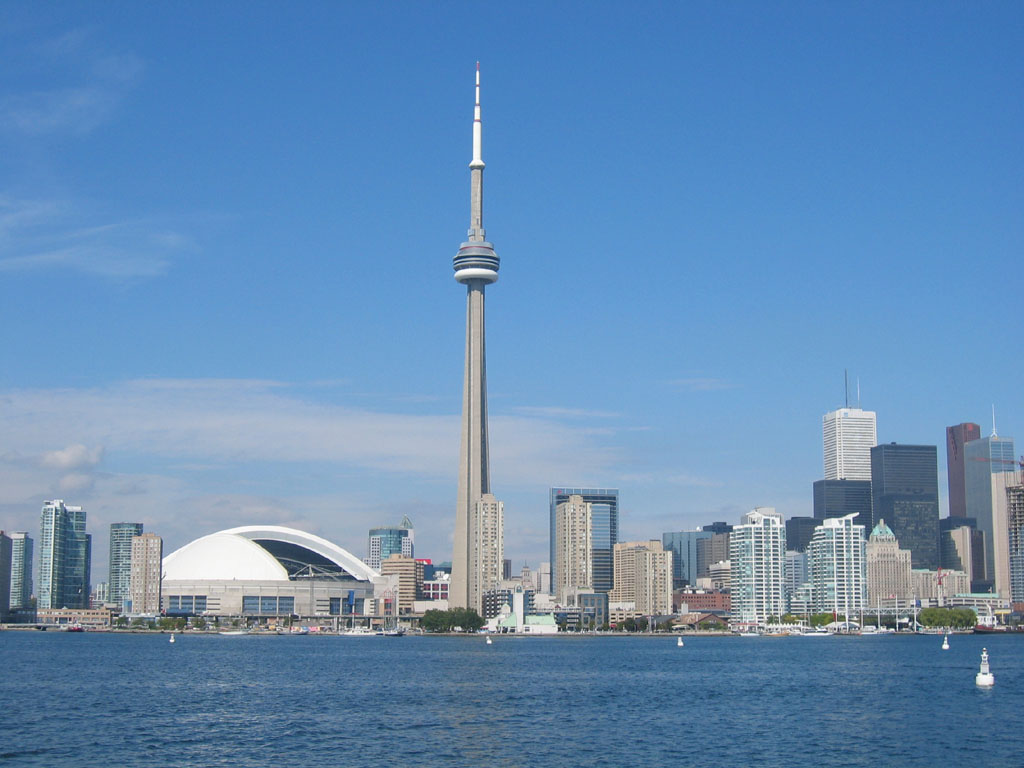
Tháp CN ở Canada là kết cấu xây dựng cao nhất thế giới

## Các kết cấu cao nhất
| Danh mục các kết cấu có chiều cao lớn nhất                 | Danh mục các kết cấu có chiều cao lớn nhất         | Danh mục các kết cấu có chiều cao lớn nhất | Danh mục các kết cấu có chiều cao lớn nhất | Danh mục các kết cấu có chiều cao lớn nhất                                                                                       |
| Danh mục thể loại                                          | Tên kết cấu                                        | Quốc gia/Vùng lãnh thổ                     | Thành phố                                  | Chiều cao |
| ---------------------------------------------------------- | -------------------------------------------------- | ------------------------------------------ | ------------------------------------------ | --- |
| Kết cấu trợ lực                                            | Chân đế căng của giàn khoan Magnolia               | Vịnh Mexico                                |                                            | 990,6 m (3.250 ft) |
| Cao ốc - đã xây dựng                                       | Burj Dubai                                         | Các Tiểu Vương quốc Ả Rập Thống nhất       | Dubai                                      | 828 m (ước lượng) (2.716 ft) |
| Kết cấu độc lập trên đất liền cao nhất-hiện tại            | Tokyo Skytree                                      | Nhật Bản                                   | Tokyo                                      | 634,0 mét (2.080 ft) |
| Kết cấu trợ lực trên đất liền                              | Tháp Radio Warszawa                                | Ba Lan                                     | Gabin                                      | 646,38 m (2.120 ft) (sụp đổ năm 1991)                                                                                            |
| Kết cấu trợ lực trên đất liền                              | Tháp KVLY-TV                                       | Mỹ                                         | Blanchard, Bắc Dakota                      | 629 m (2.063 ft) |
| Kết cấu độc lập                                            | Giàn khoan Petronius                               | Vịnh Mexico                                |                                            | 610 m (2.001 ft) |
| Kết cấu độc lập trên đất liền                              | Tháp CN                                            | Canada                                     | Toronto                                    | 553 m (1.815 ft) |
| Nhà - tính đến đỉnh của ăngten                             | Tháp Sears                                         | Mỹ                                         | Chicago                                    | 529 m (1.736 ft) |
| Nhà - tính đến đỉnh chiều cao kiến trúc                    | Tháp Đài Bắc 101                                   | Đài Loan                                   | Đài Bắc                                    | 508 m (1.667 ft) |
| Nhà - tính đến đỉnh mái                                    | Tháp Đài Bắc 101                                   | Đài Loan                                   | Đài Bắc                                    | 448 m (1.470 ft) |
| Nhà - tính đến sàn kiến trúc cao nhất                      | Tháp Đài Bắc 101                                   | Đài Loan                                   | Đài Bắc                                    | 438 m (1.437 ft) |
| Ống khói                                                   | Trạm năng lượng GRES-2                             | Kazakhstan                                 | Ekibastusz                                 | 419,7 m (1.375 ft) |
| Tháp kết cấu dạng lưới mắt cáo                             | Tháp vô tuyến truyền hình Kiev                     | Ukraina                                    | Kiev                                       | 385 m (1.263 ft) |
| Ống khói - đứng độc lập                                    | Inco Superstack                                    | Canada                                     | Sudbury                                    | 381 m (1.257 ft) |
| Tháp sử dụng hệ dây cáp trợ lực                            | Tháp Gerbrandy                                     | Hà Lan                                     | Lopik                                      | 375 m (1.230 ft) |
| Trụ cầu                                                    | Cầu cạn Millau                                     | Pháp                                       | Millau                                     | 341 m (1.119 ft) |
| Công trình chưa hoàn thành - đang trong quá trình xây dựng | Khách sạn Ryugyong - đã ngừng xây dựng từ năm 1992 | Triều Tiên                                 | Bình Nhưỡng                                | 330 m (1.083 ft) |
| Nhà ở                                                      | Q1                                                 | Úc                                         | Gold Coast                                 | 323 m (1.059 ft) |
| Cột điện cao thế                                           | Cột điện qua Châu giang (Trung Quốc)               | Trung Quốc                                 | Châu giang (Trung Quốc)                    | 253 m (830 ft) |
| Công trình giáo dục                                        | Đại học tổng hợp quốc gia Lomonosov                | Nga                                        | Moskva                                     | 240 m (787 ft) |
| Thánh đường Hồi giáo                                       | Thánh đường Hassan II                              | Maroc                                      | Casablanca                                 | 210 m (689 ft) |
| Tháp bằng gỗ cao nhất đã từng xây dựng                     | Trạm Radio Muehlacker                              | Đức                                        | Mühlacker                                  | 190 m (689 ft) (bị phá hủy năm 1945)                                                                                             |
| Nhà xây dựng bằng gạch                                     | Tòa Thị chính Philadelphia                         | Mỹ                                         | Philadelphia                               | 167 m (548 ft) |
| Nhà thờ cao nhất                                           | Ulm Münster                                        | Đức                                        | Ulm                                        | 161 m (528 ft) |
| Công trình công nghiệp                                     | Xưởng lắp ráp tàu con thoi                         | Mỹ                                         | Trung tâm vũ trụ Kennedy                   | 160 m (525 ft) |
| Thập tự giá                                                | Santa Cruz del Valle de los Caídos                 | Tây Ban Nha                                | El Escorial                                | 152,4 m (500 ft) |
| Lăng mộ                                                    | Kim tự tháp ở Giza                                 | Ai Cập                                     | gần Cairo                                  | 138,75 (455,21 ft), công trình duy nhất còn tồn tại trong Bảy kỳ quan thế giới cổ đại, chiều cao nguyên thủy: 146,5 m hay 481 ft |
| Tháp kiểm soát không lưu                                   | Tháp không lưu KUL                                 | Malaysia                                   | Kuala Lumpur                               | 130 m (427 ft) |
| Silo công nghiệp                                           | Henninger Turm                                     | Đức                                        | Frankfurt am Main                          | 120 m (394 ft) |
| Light advertisement                                        | Bayer Cross Leverkusen                             | Đức                                        | Leverkusen                                 | 118 m (387 ft) |
| Tháp bằng gỗ                                               | Tháp Radio Gliwice                                 | Ba Lan                                     | Gliwice                                    | 118 m (387 ft) |
| Tháp vận chuyển xe điện trên không                         | Cột thứ ba của Gletscherbahn Kaprun                | Áo                                         | Kaprun                                     | 113,6 m (373 ft) |

- Hiện nay, kết cấu cao nhất thế giới, bao gồm cả những kết cấu có phần nằm phía dưới mặt nước là giàn khoan Mars ở vịnh Mexico với độ cao 990,6 m tương đương 3250 ft. Đó là một hệ giàn chân căng, hệ này là một loại kết cấu gồm một sàn công tác nằm ở trên đỉnh của hệ thống giàn kết nối với một hệ thống phao chìm nằm ở dưới mặt nước, hệ thống này cung cấp lực đẩy cho phần kết cấu phía trên mặt nước. Toàn bộ cấu trúc này được nối với hệ thống chân đế dưới đáy biển bằng một hệ thống cáp căng vững chắc, tương tự như hệ kết cấu cáp căng trợ lực ở các tháp cao. Do hệ thống các giàn khoan dầu ngoài biển được nâng bằng lực đẩy của các phao chìm dưới mặt nước nên nhiều ý kiến cho rằng hệ thống dây cáp trợ lực dưới mặt biển không được phép tính. Theo đó, tương tự như độ cao của phần chìm dưới mặt đất của một tòa không được phép tính.
- Giàn khoan Mars, trong khi phần lớn là đứng bất động trên mặt biển, hiện nay đang không hoạt động được do tác hại của cơn bão Katrina vào cuối tháng 8 năm 2005. Mặt sàn công tác của giàn khoan được thiết kế chống lại đồng thời sóng có độ cao 22 m (72 ft) và gió với tốc độ 225 km/h. Tuy nhiên vận tốc gió trong cơn bão Katrina được ước lượng trong khoảng từ 265 km/h đến 280 km/h.
- Kết cấu cao nhất trên đất liền hiện này là Tháp vô tuyến KVLY gần Mayville, bang Bắc Dakota, Mỹ với độ cao 629 m (2063 ft). Đây là một ăngten phát sóng, bao gồm một cấu trúc thép sử dụng kết cấu cáp căng trợ lực. Tháp phát sóng radio ở Gabin-Konstantynow gần Warszawa, Ba Lan có độ cao 645 m (2115 ft) nhưng đã bị sụp đổ tháng 8 năm 1991. Những cấu trúc tương tự như vậy thường không được coi là các công trình cao, chủ yếu bởi vì các kết cấu đó không tự bảo đảm được độ vững chắc bản thân, mà phải sử dụng đến hệ thống cáp trợ lực.
- Giàn khoan Petronius với độ cao 610 m (2001 ft) hiện nay là kết cấu độc lập cao nhất trên thế giới. Tháp truyền hình CN ở thành phố Toronto, Canada với độ cao 553,33 m (1815 ft) là kết cấu độc lập cao nhất trên đất liền.
- Tháp cao nhất sử dụng hệ thống lưới mắt cáo thép là tháp truyền hình Kiev với độ cao là 386 m. Tháp radio Mühlacker ở Đức được xây dựng năm 1934 và bị phá hủy năm 1945 là tháp bằng gỗ cao nhất thế giới từng được xây dựng với độ cao 190 m. Hiện nay, tháp bằng gỗ cao nhất thế giới là tháp radio Gliwice ở Ba Lan với độ cao 118 m.

## Phương pháp so sánh
Hiện nay, có 2 cách so sánh. Phương pháp của Ủy ban về các công trình cao và cư trú đô thị (tiếng Anh: Council on Tall buildings and Urban Habitat, viết tắt là CTBUH) và tiêu chuẩn của Tất cả về nhà chọc trời (tiếng Anh: All about Skyscrapers, viết tắt là AASkyscrapers) phân loại cấu trúc vào 7 danh mục khác nhau.
| Cấu trúc có khả năng cư trú hoàn toàn - Dạng tháp     | Nhà chọc trời Đài Bắc 101 | Đài Loan | 509 m (1671 ft) |
| Cấu trúc có khả năng cư trú hoàn toàn - Cột ăngten    | Tháp Sears                | Chicago  | 529 m (1736 ft) |
| Cấu trúc có khả năng cư trú hoàn toàn - Tầng cao nhất | Nhà chọc trời Đài Bắc 101 | Đài Loan | 509 m (1671 ft) |
| Có khả năng cư trú từng phần - Dạng tháp              | Tháp CN                   | Toronto  | 452 m (1481 ft) |
| Có khả năng cư trú từng phần - Cột ăngten             | CN Tower                  | Toronto  | 554 m (1816 ft) |
| Có khả năng cư trú từng phần - Sàn cao nhất           | Tháp CN                   | Toronto  | 452 m (1481 ft) |

## Toà nhà cao nhất

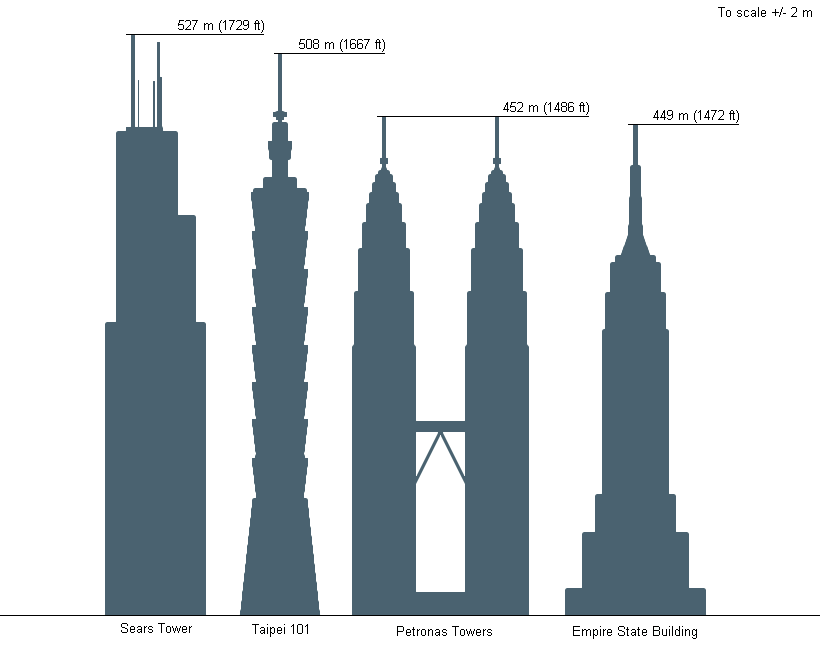
Bản so sánh các công trình cao tầng

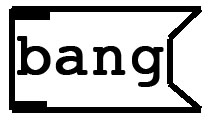
Bảng so sánh một số công trình, phần màu đậm là chiều cao vào tháng 10 năm 2005

Cho đến tận năm 1998, việc xác nhận công trình cao nhất đa phần không bàn cãi. Việc xác địch công trình cao nhất được dựa trên số tầng cao, Trung tâm Thương mại Thế giới ở Thành phố New York là công trình cao nhất thế giới với tháp ăngten, Tháp Sears ở thành phố Chicago, Illinois là công trình cao nhất không tính tháp ăngten. Khi Tháp đôi Petronas ở thủ đô Kuala Lumpur, Malaysia được xây dựng, một vài ý kiến đã cho rằng phần chỏm tháp của công trình, vốn cao hơn tháp Sears đến 9 m, chỉ đơn thuần được thêm vào để "ăn gian" chiều cao, giành vị trí số 1 của công trình. Do vậy, trước khi Tháp đôi Petronas được hoàn thành, tiêu chuẩn của Ủy ban về các công trình cao và cư trú đô thị xác định 4 danh mục để công trình cao nhất thế giới có thể kiểm định.
1. Chiều cao của kết cấu hoặc của điểm cao nhất của kiến trúc (Bao gồm tháp và đỉnh chóp nhọn, những không tính ăngten, cọc hoặc cột cờ)
2. Chiều cao tính đến sàn sử dụng cao nhất
3. Chiều cao tính đến đỉnh mái
4. Chiều cao tính đến đỉnh ăngten

Chiều cao được tính toán từ mặt phẳng ở mặt lối vào chính của công trình. Trong tất cả các danh mục xếp hạng, Tháp Sears giữ vị trí số 1. Sau khi Tháp Petronas được xây dựng, Tháp Sears chỉ lùi xuống ở vị trí thứ 2 trong danh mục thứ 1.
Ngày 20 tháng 4 năm 2004, Tháp Đài Bắc 101 ở Đài Bắc được hoàn thành và được giữ vị trí số 1 ở danh mục đầu tiên.
Hiện nay, Tháp Đài Bắc 101 dẫn đầu ở cả ba danh mục. Ở danh mục đầu tiên với chiều cao 508 m, ở danh mục thứ 2 với chiều cao 438 m (1437 ft), ở danh mục thứ 3 với chiều cao là 448 m (1470 ft). Trước đó, đứng đầu ở danh mục số một là Tháp đôi Petronas với chiều cao 452 m (1483 ft), sau đó là Tháp Sears với chiều cao 443 m (1448 ft). Danh mục thứ 2 là Tháp Sears với chiều cao là 435 m (1431 ft); danh mục thứ 3 cũng là Tháp Sears với chiều cao là 442 m (1442 ft).
Tuy nhiên, Tháp Sears vẫn dẫn đầu ở danh mục thứ 4 với chiều cao 527 m (1730 ft), trước đó là Tháp đôi Trung tâm Thương mại Thế giới (WTC) cho đến khi Tháp Sears cải tiến gắn thêm tháp ăngten viễn thông phía tây vào năm 2000, một năm trước khi Tháp đôi Trung tâm Thương mại Thế giới bị phá hủy trong vụ khủng bố ngày 11 tháng 9 năm 2001. Tính tổng cộng cả chiều cao ăngten, Tháp đôi Trung tâm Thương mại Thế giới có chiều cao 526 m (1972 ft). Tính đến thời điểm này, Tháp đôi Trung tâm Thương mại Thế giới cũng đứng số một trong danh mục những tòa nhà cao nhất thế giới bị phát hủy. Thực tế, khu đất quanh Trung tâm Thương mại Thế giới đã đi vào sách kỉ lục thế giới lần thứ 2 ở danh mục này. Trước đó, là Tháp Singer, chỉ đứng cách Trung tâm Thương mại Thế giới một lô đất.
Tháp Ostankino và Tháp CN không được tính trong những danh mục đó bởi vì đó không phải là những công trình có thể cư trú được. Những công trình có thể cư trú được là loại công trình bao gồm hệ khung kết cấu gồm sàn và tường đan xen.
| Những công trình giữ kỉ lục trong các danh mục khác nhau của Ủy ban về các công trình cao và cư trú đô thị | Những công trình giữ kỉ lục trong các danh mục khác nhau của Ủy ban về các công trình cao và cư trú đô thị | Những công trình giữ kỉ lục trong các danh mục khác nhau của Ủy ban về các công trình cao và cư trú đô thị | Những công trình giữ kỉ lục trong các danh mục khác nhau của Ủy ban về các công trình cao và cư trú đô thị | Những công trình giữ kỉ lục trong các danh mục khác nhau của Ủy ban về các công trình cao và cư trú đô thị |
| Thời gian (sự kiện)                                                                                        | 1. Chiều cao đến đỉnh kiến trúc                                                                            | 2. Chiều cao đến sàn sử dụng cao nhất                                                                      | 3. Chiều cao đến đỉnh mái                                                                                  | 4. Chiều cao đến đỉnh ăngten                                                                               |
| --- | --- | --- | --- | --- |
| 2003 (Hoàn thành Tháp Đài Bắc 101)                                                                         | Tháp Đài Bắc 101                                                                                           | Tháp Đài Bắc 101                                                                                           | Tháp Đài Bắc 101                                                                                           | Tháp Sears                                                                                                 |
| 2001 (Trung tâm Thương mại Thế giới bị phá hủy)                                                            | Tháp đôi Petronas                                                                                          | Tháp Sears                                                                                                 | Tháp Sears                                                                                                 | Tháp Sears                                                                                                 |
| 1998 (Hoàn thành Tháp đôi Petronas)                                                                        | Tháp đôi Petronas                                                                                          | Tháp Sears                                                                                                 | Tháp Sears                                                                                                 | Trung tâm Thương mại Thế giới                                                                              |
| 1996 (Sự ra đời của các danh mục CTBUH)                                                                    | Tháp Sears                                                                                                 | Tháp Sears                                                                                                 | Tháp Sears                                                                                                 | Trung tâm Thương mại Thế giới                                                                              |

## Các công trình cao nhất trong lịch sử
| Kỉ lục nắm giữ | Kỉ lục nắm giữ | Tên và vị trí                                              | Kết cấu xây dựng | Chiều cao theo m | Chiều cao theo ft | Ghi chú |
| Từ             | Đến            | Tên và vị trí                                              | Kết cấu xây dựng | Chiều cao theo m | Chiều cao theo ft | Ghi chú |
| -------------- | -------------- | ---------------------------------------------------------- | ---------------- | ---------------- | ----------------- | --- |
| c. 2600 TCN    | c. 2570 TCN    | Kim tự tháp Đỏ ở Sneferu, Ai Cập                           | c. 2570 TCN      | 105              | 345               | |
| c. 2570 TCN    | c. 1300        | Kim tự tháp Giza, Ai Cập                                   | c. 2570 TCN      | 146              | 481               | Vào năm 1439 chiều cao của Kim tự tháp được tính khoảng xấp xỉ 139 m (455 ft)                                   |
| c. 273         | c.             | Jetavanaramaya tại Anuradhapura, Sri Lanka                 | 273–301          | 120              | 400               | Tương truyền thắt lưng của Đức Phật tổ được chôn tại đây                                                        |
| c. 1300        | 1549           | Nhà thờ Lincoln, Anh                                       | 1092–1311        | 160              | 524               | Tháp chuông trung tâm bị phá hủy trong một trận bão năm 1549                                                    |
| 1549           | 1625           | Nhà thờ thánh St. Olav, Tallinn (phục chế), Estonia        | 1438–1519        | 159              | 522               | Tháp chuông bị cháy sau khi bị sét đánh năm 1625, được xây dựng một vài lần sau đó, chiều cao hiện tại là 123 m |
| 1625           | 1847           | Nhà thờ Đức bà Strasbourg, Strasbourg, Đức, nay thuộc Pháp | 1439             | 143              | 469               | |
| 1847           | 1876           | St. Nikolaikirche, Hamburg, Đức                            | 1846–1847        | 147              | 483               | George Gilbert Scott thiết kế                                                                                   |
| 1876           | 1880           | Nhà thờ Đức bà Rouen, Rouen, Pháp                          | 1202–1876        | 151              | 495               | |
| 1880           | 1884           | Nhà thờ Cologne, Đức                                       | 1248–1880        | 157              | 515               | |
| 1884           | 1889           | Đài tưởng niệm Washington, Mỹ                              | 1848–1884        | 169              | 555               | Hiện giờ vẫn là cấu trúc bằng đá độc lập cao nhất trên thế giới                                                 |
| 1889           | 1930           | Tháp Eiffel, Paris, Pháp                                   | 1889             | 300              | 986               | Vào thập niên 1950, người ta đã lắp đặt thêm phần tháp viễn thông, nâng tổng số chiều cao lên 324 m             |
| 1930           | 1931           | Tòa nhà Chrysler, New York, Mỹ                             | 1928–1930        | 319              | 1046              | |
| 1931           | 1972           | Tòa nhà Đế chế, New York, Mỹ                               | 1930–1931        | 381              | 1250              | |
| 1972           | 1974           | Trung tâm Thương mại Thế giới, Tháp số một, New York, Mỹ   | 1972             | 417              | 1368              | Bị phá hủy trong vụ khủng bố ngày 11 tháng 9 năm 2001                                                           |
| 1974           | 1998           | Tháp Sears, Chicago, Illinois, Mỹ                          | 1974             | 442              | 1451              | |
| 1998           | 2004           | Tháp đôi Petronas, Kuala Lumpur, Malaysia                  | 1998             | 452              | 1483              | |
| 2004           |                | Tháp Đài Bắc 101, Đài Bắc, Đài Loan                        | 2004             | 508              | 1668              | |

## Các công trình cao nhất thế giới hiện nay
Chiều cao tính đến điểm cao nhất của kiến trúc
Lưu ý: Ngoại trừ một số trường hợp, bảng so sánh này được giới hạn ở một số hữu hạn các dạng kết cấu, và được phân loại theo các thể loại đặc biệt của chiều cao đo đạc. Hầu hết các công trình cao nhất trên thế giới là các tháp viễn thông. Các cấu trúc trong bảng này không được sắp xếp theo chiều cao tuyệt đối của tòa nhà, dựa vào bản chất của công trình chọc trời.
| Xếp hạng                         | Tên và vị trí                                                              | Năm hoàn thành | Chiều cao đến điểm cao nhất1 | Chiều cao đến điểm cao nhất1 | Số tầng |
| Xếp hạng                         | Tên và vị trí                                                              | Năm hoàn thành | m                            | ft                           | Số tầng |
| -------------------------------- | -------------------------------------------------------------------------- | -------------- | ---------------------------- | ---------------------------- | ------- |
| 1                                | Burj Khalifa, Dubai, Các Tiểu Vương quốc Ả Rập Thống nhất                  | 2010           | 828                          | 2717                         | 164     |
| 2                                | Tháp Đài Bắc 101, Đài Bắc, Đài Loan                                        | 2004           | 508                          | 1.668                        | 101     |
| 3                                | Tháp đôi Petronas - Tháp I, Kuala Lumpur, Malaysia                         | 1998           | 452                          | 1.483                        | 88      |
| 3                                | Tháp đôi Petronas - Tháp II, Kuala Lumpur, Malaysia                        | 1998           | 452                          | 1.483                        | 88      |
| 5                                | Tháp Sears, Chicago, Illinois, Mỹ                                          | 1974           | 442                          | 1.451                        | 108     |
| 6                                | Tháp Jin Mao, Thượng Hải, Trung Quốc                                       | 1998           | 421                          | 1.380                        | 88      |
| 7                                | Tháp Tài chính Quốc tế, Hồng Kông, Trung Quốc                              | 2003           | 420                          | 1.377                        | 88      |
| 8                                | CITIC Plaza, Quảng Châu, Trung Quốc                                        | 1997           | 391                          | 1.283                        | 80      |
| 9                                | Shun Hing Square, Sán Đầu, Trung Quốc                                      | 1996           | 384                          | 1.260                        | 69      |
| 10                               | Tòa nhà Đế chế, New York, Mỹ                                               | 1931           | 381                          | 1.250                        | 102     |
| 11                               | Central Plaza, Hồng Kông, Trung Quốc                                       | 1992           | 374                          | 1.227                        | 78      |
| 12                               | Tháp Ngân hàng Trung quốc, Hồng Kông, Trung Quốc                           | 1989           | 368                          | 1.209                        | 72      |
| 13                               | Tháp văn phòng Vương quốc, Dubai, Các Tiểu Vương quốc Ả Rập Thống nhất     | 1999           | 355                          | 1.165                        | 55      |
| 14                               | Tháp T & C, Cao Hùng, Đài Loan                                             | 1997           | 347                          | 1.140                        | 85      |
| 15                               | Trung tâm Aon, Chicago, Illinois, Mỹ                                       | 1973           | 346                          | 1.136                        | 80      |
| 16                               | The Center, Hồng Kông, Trung Quốc                                          | 1998           | 346                          | 1.135                        | 73      |
| 17                               | Trung tâm John Hancock, Chicago, Illinois, Mỹ                              | 1967           | 344                          | 1.127                        | 100     |
| 18                               | Khách sạn Ryugyong, Bình Nhưỡng, Triều Tiên                                | 1995           | 330                          | 1.083                        | 105     |
| 19                               | Khách sạn Burj al Arab, Dubai, Các Tiểu Vương quốc Ả Rập Thống nhất        | 1999           | 321                          | 1.053                        | 60      |
| 20                               | Tòa nhà Chrysler, New York, Mỹ                                             | 1930           | 319                          | 1.046                        | 77      |
| 21                               | Ngân hàng Bank of America, Atlanta, Georgia, Mỹ                            | 1993           | 312                          | 1.023                        | 55      |
| 22                               | Tháp Ngân hàng Mỹ, Los Angeles (California), Mỹ                            | 1990           | 310                          | 1.018                        | 75      |
| 23                               | Trụ sở Telekom Malaysia, Kuala Lumpur, Malaysia                            | 1999           | 310                          | 1.017                        | 55      |
| 24                               | Tháp khách sạn các Tiểu vương, Dubai, Các Tiểu Vương quốc Ả Rập Thống nhất | 2000           | 309                          | 1.014                        | 56      |
| 25                               | Trung tâm AT&T Corporate, Chicago, Illinois, Mỹ                            | 1989           | 307                          | 1.007                        | 60      |
| 33                               | First Canadian Place, Toronto (Ontario), Canada                            | 1975           | 298                          | 978                          | 72      |
| Tháp và các kết cấu so sánh khác |                                                                            |                |                              |                              |         |
| 1                                | Tháp KVLY-TV, Fargo, Bắc Dakota, Mỹ                                        | 1963           | 629                          | 2.063                        | –       |
| 2                                | Tháp CN, Toronto (Ontario), Canada                                         | 1976           | 553                          | 1.815                        | –       |
| 3                                | Tháp Ostankino, Moskva, Nga                                                | 1967           | 540                          | 1.772                        | –       |

1 Chiều cao của các tòa nhà cư trú được không bao gồm chiều cao của ăngten.

2 Công trình cao nhất ở Nam bán cầu.
Nguồn: Ủy ban về công trình cao và cư trú trong đô thị

## Các tháp radio cao hơn 600 m
| Tháp                                     | Chiều cao | Quốc gia | Vùng                  | Địa chỉ website | Tokyo Skytree | 635m | [[Tokyo\|JapanTokyo Skytree | 635m | [[Tokyo\|Japan | Tháp phát thanh Liberman Sargent | 609.6 m | Mỹ | Sargent, Texas |  |
| Tháp phát thanh Cumulus Winnie           | 609.6 m   | Mỹ       | Winnie, Texas         |                 |               |      |                             |      |                |                                  |         |    |                |  |
| Tháp truyền thông Mỹ Agate               | 609.5 m   | Mỹ       | Agate, Colorado       |                 |               |      |                             |      |                |                                  |         |    |                |  |
| Tháp Vertical Properties Busterville     | 609.5 m   | Mỹ       | Busterville, Texas    | ,               |               |      |                             |      |                |                                  |         |    |                |  |
| Tháp phát thanh Cumulus Stowell          | 609.3 m   | Mỹ       | Stowell, Texas        | ,               |               |      |                             |      |                |                                  |         |    |                |  |
| Tháp phát thanh Pegasus                  | 609 m     | Mỹ       | Metcalf, Georgia      |                 |               |      |                             |      |                |                                  |         |    |                |  |
| Tháp Spectra Site Raymond                | 608.8 m   | Mỹ       | Raymond, Mississippi  |                 |               |      |                             |      |                |                                  |         |    |                |  |
| Tháp Beasley                             | 608.7 m   | Mỹ       | Immokalee, Florida    |                 |               |      |                             |      |                |                                  |         |    |                |  |
| Tháp KKDD-FM                             | 608.1 m   | Mỹ       | Hoyt, Colorado        |                 |               |      |                             |      |                |                                  |         |    |                |  |
| Tháp Liberman Broadcasting Devers        | 607.7 m   | Mỹ       | Devers, Texas         |                 |               |      |                             |      |                |                                  |         |    |                |  |
| Tháp Wiliam Smith Walker                 | 607 m     | Mỹ       | Walker, Iowa          |                 |               |      |                             |      |                |                                  |         |    |                |  |
| Tháp CBC Real Estate Auburn              | 606.4 m   | Mỹ       | Auburn, Bắc Carolina  |                 |               |      |                             |      |                |                                  |         |    |                |  |
| Tháp vô tuyến Gray Grifton               | 605 m     | Mỹ       | Grifton, Bắc Carolina |                 |               |      |                             |      |                |                                  |         |    |                |  |
| Tháp viễn thông Pappas Plymouth County 2 | 603.5 m   | Mỹ       | Plymouth County, Iowa |                 |               |      |                             |      |                |                                  |         |    |                |  |

## Các đề xuất phá kỷ lục trong tương lai
Năm 1956, kiến trúc sư nổi tiếng Frank Lloyd Wright đã đề xuất một công trình mang tên Illinois có độ cao 1609 m (khoảng 1 mile). Công trình này được xem như vừa không khả thi về mặt kỹ thuật vừa không cần thiết cho nhu cầu lúc bấy giờ. Kể từ đó đến nay, có vài công trình có độ cao 1220 m (khoảng 4000 ft) được đề xuất cũng như dưới áp lực của nhu cầu con người cho các cấu trúc có độ cao tương tự, nhưng chưa một công trình nào có độ cao tương ứng với tháp Illinois.
Hãng kiến trúc Eric Kuhne và cộng sự, trụ sở đặt tại London, trong các cuộc hội đàm nghiêm túc và bí mất với chính phủ Kuwait đã đề xuất một tòa nhà chọc trời với chiều cao 1001 m trong thành phần dự án phát triển Madinat al-Hareer trị giá 150 tỷ đô la Mỹ. Dự án này bao gồm cả một thành phố Olympic và một sân vận động.
Trong loại công trình ống khói mặt trời thì dự án Tháp mặt trời Buronga ở Buronga, New South Wales, Úc sẽ có độ cao 1000 m (khoảng 3281 ft). Các điều kiện về mặt kỹ thuật đã chứng minh cho tính khả thi của dự án này và công trình chỉ còn phụ thuộc vào yếu tố tài chính.
Tháp Trung tâm Tài chính Thế giới ở Thượng Hải, Trung Quốc có chiều cao 492 m (khoảng 1614 ft) dự kiến sẽ được hoàn thành vào năm 2007, tuy nhiên đã bị chậm tiến do việc phải đánh giá tính ổn định của cơ đất. Một dự án khác cạnh tranh trong cuộc đua công trình cao nhất thế giới là khu Liên hợp thống nhất, giai đoạn 7, có chiều cao 490 m (1608 ft) ở Hồng Kông. Công trình này dự kiến hoàn thành vào năm 2007 và có thể sẽ giữ vị trí tòa nhà cao nhất thế giới trong danh mục số 2 và 3 theo phân loại của Ủy ban về công trình cao và cư trú trong đô thị.
Tháp Tự do thay thế Tháp đôi Trung tâm Thương mại Thế giới ở thành phố New York sẽ đạt chiều cao 541,3 m (1776 ft) ở toàn bộ tháp và khoảng 1368 ft (416,9 m) đến phần mái, dự kiến sẽ hoàn thành năm 2010. Công trình này sẽ là quán quân về độ cao trong danh mục số 1 và 4 của Ủy ban về công trình cao và cư trú trong đô thị, trong trường hợp nếu như đến khí đó không xuất có một đối thủ cạnh tranh khác phá vỡ kỷ lục. Công trình Tháp Tự do đã khởi công ngày 4 tháng 7 năm 2004.
Tháp Al Burj và Tháp Burj Dubai là hai công trình hiện đang xây dựng ở Dubai, Các Tiểu Vương quốc Ả Rập Thống nhất. Chiều cao của cả hai công trình hiện nay chưa được rõ, tuy nhiên, cả hai đều có chiều cao ít nhất khoảng 700 m (khoảng 2296 ft). Tháp Burj Dubai dự kiến hoàn thành năm 2008 và sẽ dự vị trí quán quân trong tất cả các danh mục phân loại của Ủy ban về công trình cao và cư trú trong đô thị, cũng như là cấu trúc cao nhất thế giới mà con người đã tạo ra trong lịch sử. Tháp Vô tuyến truyền hình Quảng Châu, Trung Quốc có lẽ cũng sẽ là một trong những kết cấu cao nhất thế giới.
Một công trình khác được dự kiến khởi công trong năm 2006 là cầu qua eo biển Messina ở Ý. Khi hoàn thành, công trình này sẽ có chiều cao 382,6 m, cao hơn kỷ lục thế giới hiện nay là cầu Millau ở Pháp với độ cao 341 m.
Ngoài các công trình đã được xây dựng kể trên, hiện nay, có một vài dự án được đề xuất như tháp vô tuyến độc lập với độ cao 609,6 m ở Bayonne, New Jersey. Hoặc tháp Trung tâm Nghiên cứu kinh Vệ đà Quốc tế (World Centre of Vedic Learning) được giới thiệu vào năm 1998 ở Ấn Độ với độ cao 677 m (tuy nhiên dự án này chỉ nằm trên giấy tờ). Hoặc phương án dự thi Trung tâm Thương mại Thế giới mang tên Tháp đôi 2 có chiều cao 541 m hoặc ý tưởng về thành phố Vô hạn (Urbis Interminatus) với độ cao 1610 m (5284 ft).
Một số các ý tưởng và thiết kế nghiêm túc đã đề xuất về một kết cấu được mang tên Thang máy không gian xuất phát từ trái đất đến độ cao của quỹ đạo địa tĩnh, chiều cao khoảng 100 km, cao gấp 200 kỷ lục hiện tại, mặc dù đỉnh cao của khả năng kỹ thuật hiện tại chưa cho phép thực hiện điều này.